# 宋活
宋活（？—？），原名晃，西河郡介休县（今山西省介休市）人，前燕官员。

## 生平
咸康三年（337年）九月，镇军左长史封弈等人劝说慕容皝自称燕王，慕容皝同意了，设置各种官署，宋活出任将军。
咸康四年（338年），石虎进攻慕容氏，派遣使者到各处去，招徕民众，慕容氏成周郡内史崔焘、居就县县令游泓、武原县县令常霸、东夷校尉封抽、护军宋活都响应石虎，向石虎投降的共有三十六座城池。石虎退兵后，慕容皝分兵讨伐各个叛变的城池，都攻克了，封抽、宋活、游泓逃到高句丽。永和五年（349年），高句丽王故国原王将前任东夷护军宋晃送回慕容氏，燕王慕容儁赦免了宋活，把他原名晃改为活，拜任为中尉。
永和八年（352年），慕容儁登基为皇帝，设置百官，宋活出任中书监。

## 家族

### 父亲
- 宋奭，西晋昌黎郡太守，慕容廆长史

### 儿子
- 宋恭，前燕尚书、徐州刺史
- 宋畿，后燕卫军司马
- 宋洽，后燕尚书